# Power Kids
Power Kids (5 หัวใจฮีโร่, 5 Huajai Hero), conosciuto anche come Force of Five, è un film d'azione thailandese del 2009 diretto da Krissanapong Rachata.

## Trama
Un gruppo di ragazzini esperti di arti marziali, Wut, Kat, Pong e Woon, si allea per lottare contro dei terroristi che hanno sequestrato l'ospedale dove un loro amico, Jib, stava per essere sottoposto ad un'operazione chirurgica al cuore.

## Distribuzione
Power Kids è stato distribuito in Thailandia il 5 marzo 2009. Il debutto in 
Nord America è avvenuto al Fantasia International Film Festival il 12 luglio 2009, mentre nel 2010 è stato proiettato all'ActionFest e al New York Asian Film Festival (il 3 luglio).
Il film è stato poi distribuito in DVD e Blu-ray Disc l'8 giugno 2010 nel Nord America; tra i contenuti speciali sono presenti alcuni dietro le quinte di realizzazione della pellicola.

## Accoglienza
Power Kids è risultato essere il quarto film con maggiori incassi in Thailandia nel primo weekend di debutto, guadagnando $54,715, per poi arrivare ad un totale di $97,836. A livello globale, gli incassi sono giunti a $259,677.
Twitch Film ha dato alla pellicola un giudizio misto, definendolo "un film per ragazzi che non deve trovare interesse per i bambini (...) Allo stesso tempo, è pieno di così tante folli scene d'azione che sembrerei negligente non raccomandandolo". Kung Fu Cinema lo ha criticato per i contenuti non adatti al pubblico infantile.